# Campeonato Argentino de Futebol de 2021 – Primeira Divisão
A Primeira Divisão do Campeonato Argentino de Futebol de 2021, também conhecida como Primera División de 2021 ou Liga Profesional de 2021 (oficialmente como Torneo Socios.com por conta do patrocínio), foi a 92.ª temporada e 136.ª edição da Primera División (a primeira como "Liga Profissional"), a principal divisão do futebol argentino. Foi o primeiro campeonato organizado pela Liga Profissional, órgão interno da Associação do Futebol Argentino (AFA) que substituiu a Superliga Argentina de Futebol (SAF). Começou em 16 de julho e terminou em 13 de dezembro de 2021.
O River Plate, sob o comando do técnico Marcelo Gallardo, conquistou a edição de 2021 do Campeonato Argentino. A equipe de Buenos Aires goleou o Racing de Avellaneda por 4–0, no Monumental de Núñez, e garantiu o título nacional da temporada, com três rodadas de antecedência. O River não era campeão argentino desde 2014, justamente o ano em que Gallardo assumiu a equipe, substituindo Ramón Díaz logo após a conquista da competição nacional.

## Participantes
Vinte e seis  equipes participam do campeonato – as vinte e quatro melhores equipes da temporada anterior e as duas equipes promovidas da Segunda Divisão. As equipes promovidas foram o Sarmiento (campeão da Segunda Divisão) que volta à liga após quatro anos de ausência, e o Platense  que volta à disputar após vinte e dois anos. 

### Informações dos clubes
| Equipe             | Cidade                | Província           | Estádio (mando)                     | Capacidade | Títulos (último)       | Ref.                        |
| ------------------ | --------------------- | ------------------- | ----------------------------------- | ---------- | ---------------------- | --------------------------- |
| Aldosivi           | Mar del Plata         | Buenos Aires        | José María Minella                  | 35 180     | 0 (nenhum)             | [ 11 ] [ 12 ] [ 13 ]        |
| Argentinos Juniors | Buenos Aires          | Capital Federal     | Diego Armando Maradona              | 24 000     | 3 (último em 2010–C)   | [ 11 ] [ 12 ] [ 14 ]        |
| Arsenal            | Sarandí               | Buenos Aires        | Julio Humberto Grondona             | 16 000     | 1 (em 2012–C)          | [ 11 ] [ 12 ] [ 15 ]        |
| Atlético Tucumán   | San Miguel de Tucumán | Tucumán             | Monumental José Fierro              | 35 200     | 0 (nenhum)             | [ 11 ] [ 12 ] [ 16 ]        |
| Banfield           | Banfield              | Buenos Aires        | Florencio Sola                      | 34 901     | 1 (em 2009–A)          | [ 11 ] [ 12 ] [ 17 ]        |
| Boca Juniors       | Buenos Aires          | Capital Federal     | Alberto Jacinto Armando             | 49 000     | 34 (atual campeão)     | [ 11 ] [ 12 ] [ 18 ]        |
| Central Córdoba    | Santiago del Estero   | Santiago del Estero | Alfredo Terrera                     | 16 000     | 0 (nenhum)             | [ 11 ] [ 12 ] [ 19 ]        |
| Colón              | Santa Fé              | Santa Fé            | Brigadier General Estanislao López  | 32 000     | 0 (nenhum)             | [ 11 ] [ 12 ] [ 15 ]        |
| Defensa y Justicia | Florencio Varela      | Buenos Aires        | Norberto Tomaghello                 | 20 000     | 0 (nenhum)             | [ 11 ] [ 12 ] [ 20 ]        |
| Estudiantes        | La Plata              | Buenos Aires        | Ciudad de La Plata                  | 53 000     | 6 (último em 2010–A)   | [ 11 ] [ 12 ] [ 21 ] [ 22 ] |
| Estudiantes        | La Plata              | Buenos Aires        | Jorge Luis Hirschi                  | 30 108     | 6 (último em 2010–A)   | [ 11 ] [ 12 ] [ 21 ] [ 22 ] |
| Gimnasia y Esgrima | La Plata              | Buenos Aires        | Juan Carmelo Zerillo                | 21 500     | 1 (em 1929)            | [ 11 ] [ 12 ] [ 23 ]        |
| Godoy Cruz         | Godoy Cruz            | Mendoza             | Malvinas Argentinas                 | 42 000     | 0 (nenhum)             | [ 11 ] [ 12 ] [ 24 ]        |
| Huracán            | Buenos Aires          | Capital Federal     | Tomás Adolfo Ducó                   | 48 314     | 5 (último em 1973)     | [ 11 ] [ 12 ] [ 25 ]        |
| Independiente      | Avellaneda            | Buenos Aires        | Libertadores de América             | 42 069     | 16 (último em 2002)    | [ 11 ] [ 12 ] [ 26 ]        |
| Lanús              | Lanús                 | Buenos Aires        | Ciudad de Lanús - Nestor Díaz Pérez | 46 619     | 2 (último em 2016)     | [ 11 ] [ 12 ] [ 27 ]        |
| Newell's Old Boys  | Rosário               | Santa Fé            | Marcelo Bielsa                      | 42 000     | 6 (último em 2013–F)   | [ 11 ] [ 12 ] [ 28 ]        |
| Patronato          | Paraná                | Entre Ríos          | Presbítero Bartolomé Grella         | 22 000     | 0 (nenhum)             | [ 11 ] [ 12 ] [ 29 ]        |
| Platense           | Vicente López         | Buenos Aires        | Ciudad de Vicente López             | 32 000     | 0 (nenhum)             | [ 11 ] [ 30 ] [ 12 ]        |
| Racing             | Avellaneda            | Buenos Aires        | Presidente Perón                    | 51 000     | 18 (último em 2018–19) | [ 11 ] [ 12 ] [ 31 ]        |
| River Plate        | Buenos Aires          | Capital Federal     | Antonio Vespucio Liberti            | 66 269     | 36 (último em 2014–C)  | [ 11 ] [ 12 ] [ 32 ]        |
| Rosário Central    | Rosário               | Santa Fé            | Dr. Lisandro de la Torre            | 41 465     | 4 (último em 1986–87)  | [ 11 ] [ 12 ] [ 33 ]        |
| San Lorenzo        | Buenos Aires          | Capital Federal     | Pedro Bidegain                      | 47 964     | 15 (último em 2013–A)  | [ 11 ] [ 12 ] [ 34 ]        |
| Sarmiento          | Junín                 | Buenos Aires        | Eva Perón                           | 22 000     | 0 (nenhum)             | [ 11 ] [ 35 ] [ 12 ]        |
| Talleres           | Córdoba               | Córdoba             | Mario Alberto Kempes                | 57 000     | 0 (nenhum)             | [ 11 ] [ 12 ] [ 36 ]        |
| Unión              | Santa Fé              | Santa Fé            | 15 de Abril                         | 26 000     | 0 (nenhum)             | [ 11 ] [ 12 ] [ 37 ]        |
| Vélez Sarsfield    | Buenos Aires          | Capital Federal     | José Amalfitani                     | 49 540     | 10 (último em 2012–13) | [ 11 ] [ 12 ] [ 38 ]        |

## Classificação
| Pos | Equipe                  | Pts | J  | V  | E  | D  | GP | GC | SG  | Classificação                                              |
| --- | ----------------------- | --- | -- | -- | -- | -- | -- | -- | --- | ---------------------------------------------------------- |
| 1   | River Plate             | 54  | 25 | 16 | 6  | 3  | 53 | 19 | +34 | Classificado para fase de grupos da Copa Libertadores 2022 |
| 2   | Defensa y Justicia      | 47  | 25 | 13 | 8  | 4  | 43 | 24 | +19 |                                                            |
| 3   | Talleres (C)            | 46  | 25 | 14 | 4  | 7  | 38 | 28 | +10 |                                                            |
| 4   | Boca Juniors            | 41  | 25 | 11 | 8  | 6  | 35 | 19 | +16 |                                                            |
| 5   | Colón                   | 39  | 25 | 11 | 6  | 8  | 26 | 31 | −5  |                                                            |
| 6   | Vélez Sarsfield         | 39  | 25 | 10 | 9  | 6  | 34 | 21 | +13 |                                                            |
| 7   | Estudiantes (LP)        | 39  | 25 | 10 | 9  | 6  | 43 | 31 | +12 |                                                            |
| 8   | Huracán                 | 38  | 25 | 10 | 8  | 7  | 28 | 25 | +3  |                                                            |
| 9   | Independiente           | 38  | 25 | 10 | 8  | 7  | 27 | 24 | +3  |                                                            |
| 10  | Lanús                   | 37  | 25 | 10 | 7  | 8  | 27 | 24 | +3  |                                                            |
| 11  | Gimnasia y Esgrima (LP) | 36  | 25 | 9  | 9  | 7  | 27 | 28 | −1  |                                                            |
| 12  | Unión                   | 34  | 25 | 10 | 4  | 11 | 32 | 32 | 0   |                                                            |
| 13  | Aldosivi                | 33  | 25 | 10 | 3  | 12 | 29 | 39 | −10 |                                                            |
| 14  | Rosario Central         | 32  | 25 | 9  | 5  | 11 | 39 | 41 | −2  |                                                            |
| 15  | Argentinos Juniors      | 32  | 25 | 8  | 8  | 9  | 26 | 25 | +1  |                                                            |
| 16  | Racing                  | 32  | 25 | 8  | 8  | 9  | 24 | 23 | +1  |                                                            |
| 17  | Godoy Cruz              | 31  | 25 | 8  | 7  | 10 | 35 | 33 | +2  |                                                            |
| 18  | Platense                | 31  | 25 | 7  | 10 | 8  | 36 | 36 | 0   |                                                            |
| 19  | Newell's Old Boys       | 28  | 25 | 7  | 7  | 11 | 24 | 32 | −8  |                                                            |
| 20  | San Lorenzo             | 27  | 25 | 7  | 6  | 12 | 23 | 33 | −10 |                                                            |
| 21  | Banfield                | 27  | 25 | 5  | 12 | 8  | 20 | 25 | −5  |                                                            |
| 22  | Central Córdoba (SdE)   | 26  | 25 | 6  | 8  | 11 | 30 | 36 | −6  |                                                            |
| 23  | Patronato               | 25  | 25 | 5  | 10 | 10 | 23 | 35 | −12 |                                                            |
| 24  | Sarmiento (J)           | 24  | 25 | 6  | 6  | 13 | 23 | 33 | −10 |                                                            |
| 25  | Atlético Tucumán        | 22  | 25 | 5  | 7  | 13 | 22 | 46 | −24 |                                                            |
| 26  | Arsenal                 | 21  | 25 | 4  | 9  | 12 | 12 | 34 | −22 |                                                            |

## Promédio
O rebaixamento no final da temporada foi baseado num coeficiente denominado "promédio", que levou em consideração os pontos obtidos pelos clubes durante a atual temporada (Superliga + Copa da Superliga) e as duas temporadas anteriores (somente as temporadas na primeira divisão são contadas). A pontuação total foi então dividida pelo número de jogos disputados na primeira divisão nessas três temporadas e uma média é calculada. As três equipes com a pior média no final da temporada seriam rebaixadas para a Primera B Nacional do próximo ciclo. Porém em razão da pandemia de COVID-19, o rebaixamento foi adiado para a temporada de 2022.
| Pos. | Equipe                  | Promédio | Pontos  | Pontos | Pontos | Pontos | Jogos |
| Pos. | Equipe                  | Promédio | 2019–20 | 2021   | 2022   | Total  | Jogos |
| ---- | ----------------------- | -------- | ------- | ------ | ------ | ------ | ----- |
| 1    | River Plate             | 1,967    | 47      | 21     | 54     | 122    | 62    |
| 2    | Boca Juniors            | 1,838    | 51      | 22     | 41     | 114    | 62    |
| 3    | Vélez Sarsfield         | 1,758    | 39      | 31     | 39     | 109    | 62    |
| 4    | Talleres (C)            | 1,661    | 37      | 20     | 46     | 103    | 62    |
| 5    | Defensa y Justicia      | 1,580    | 39      | 12     | 47     | 98     | 62    |
| 6    | Racing Club             | 1,532    | 42      | 21     | 32     | 95     | 62    |
| 7    | Argentinos Juniors      | 1,500    | 42      | 19     | 32     | 93     | 62    |
| 8    | Lanús                   | 1,483    | 36      | 19     | 37     | 92     | 62    |
| 9    | Estudiantes (LP)        | 1,467    | 30      | 22     | 39     | 91     | 62    |
| 10   | Independiente           | 1,451    | 32      | 20     | 38     | 90     | 62    |
| 11   | San Lorenzo             | 1,403    | 39      | 21     | 27     | 87     | 62    |
| 12   | Rosario Central         | 1,387    | 36      | 18     | 32     | 86     | 62    |
| 13   | Colón                   | 1,370    | 21      | 25     | 39     | 85     | 62    |
| 14   | Unión                   | 1,306    | 28      | 19     | 34     | 81     | 62    |
| 15   | Newell's Old Boys       | 1,241    | 38      | 11     | 28     | 77     | 62    |
| 16   | Gimnasia y Esgrima (LP) | 1,209    | 24      | 15     | 36     | 75     | 62    |
| 17   | Banfield                | 1,193    | 27      | 20     | 27     | 74     | 62    |
| 18   | Platense                | 1,184    | —       | 14     | 31     | 45     | 38    |
| 19   | Huracán                 | 1,177    | 22      | 13     | 38     | 73     | 62    |
| 20   | Atlético Tucumán        | 1,161    | 32      | 18     | 22     | 72     | 62    |
| 21   | Central Córdoba (SdE)   | 1,112    | 26      | 17     | 26     | 69     | 62    |
| 22   | Arsenal                 | 1,096    | 35      | 12     | 21     | 68     | 62    |
| 23   | Aldosivi                | 1,064    | 22      | 11     | 33     | 66     | 62    |
| 24   | Godoy Cruz              | 1,032    | 18      | 15     | 31     | 64     | 62    |
| 25   | Patronato               | 0,967    | 23      | 12     | 25     | 60     | 62    |
| 26   | Sarmiento (J)           | 0,947    | —       | 12     | 24     | 36     | 38    |

Fonte: AFA

## Classificação geral da temporada

### Classificação às competições internacionais
Os campeões da Primera División de 2021, da Copa de la Liga Profesional de 2021 e da Copa Argentina de 2019–20 conquistaram uma vaga para a Copa Libertadores de 2022, enquanto isso, o vencedor do play-off da Copa de la Liga Profesional de 2020 se classificou para a Copa Sul-Americana de 2022. As vagas restantes para a Copa Libertadores de 2022, bem como para a Copa Sul-Americana de 2022, foram determinadas por uma classificação agregada da primeira fase dos torneios Primera División de 2021 e da Copa de la Liga Profesional de 2021. As três primeiras equipes da dita classificação geral que ainda não se qualificaram para nenhum torneio internacional qualificaram-se para a Copa Libertadores, enquanto as próximas cinco equipes se classificaram para a Copa Sul-Americana.
| Pos | Equipe                  | Pts | J  | V  | E  | D  | GP | GC | SG  | Classificação                                          |
| --- | ----------------------- | --- | -- | -- | -- | -- | -- | -- | --- | ------------------------------------------------------ |
| 1   | River Plate             | 75  | 38 | 22 | 9  | 7  | 78 | 30 | +48 | Classificado para Fase de grupos da Copa Libertadores  |
| 2   | Vélez Sarsfield         | 70  | 38 | 20 | 10 | 8  | 57 | 34 | +23 | Classificado para Fase de grupos da Copa Libertadores  |
| 3   | Talleres (C)            | 66  | 38 | 19 | 9  | 10 | 57 | 44 | +13 | Classificado para Fase de grupos da Copa Libertadores  |
| 4   | Colón                   | 64  | 38 | 18 | 10 | 10 | 49 | 41 | +8  | Classificado para Fase de grupos da Copa Libertadores  |
| 5   | Boca Juniors            | 63  | 38 | 17 | 12 | 9  | 57 | 31 | +26 | Classificado para Fase de grupos da Copa Libertadores  |
| 6   | Estudiantes (LP)        | 61  | 38 | 16 | 13 | 9  | 59 | 41 | +18 | Classificado para Segunda fase da Copa Libertadores    |
| 7   | Defensa y Justicia      | 59  | 38 | 16 | 11 | 11 | 58 | 45 | +13 | Classificado para Fase de grupos da Copa Sul-Americana |
| 8   | Independiente           | 58  | 38 | 16 | 10 | 12 | 43 | 34 | +9  | Classificado para Fase de grupos da Copa Sul-Americana |
| 9   | Lanús                   | 56  | 38 | 16 | 8  | 14 | 62 | 61 | +1  | Classificado para Fase de grupos da Copa Sul-Americana |
| 10  | Racing                  | 53  | 38 | 14 | 11 | 13 | 38 | 35 | +3  | Classificado para Fase de grupos da Copa Sul-Americana |
| 11  | Unión                   | 53  | 38 | 14 | 11 | 13 | 44 | 46 | −2  | Classificado para Fase de grupos da Copa Sul-Americana |
| 12  | Argentinos Juniors      | 51  | 38 | 13 | 12 | 13 | 40 | 36 | +4  |                                                        |
| 13  | Huracán                 | 51  | 38 | 12 | 15 | 11 | 42 | 42 | 0   |                                                        |
| 14  | Gimnasia y Esgrima (LP) | 51  | 38 | 12 | 15 | 11 | 42 | 48 | −6  |                                                        |
| 15  | Rosario Central         | 50  | 38 | 14 | 8  | 16 | 55 | 59 | −4  |                                                        |
| 16  | San Lorenzo             | 48  | 38 | 13 | 9  | 16 | 39 | 49 | −10 |                                                        |
| 17  | Banfield                | 47  | 38 | 10 | 17 | 11 | 34 | 37 | −3  | Classificado para Fase de grupos da Copa Sul-Americana |
| 18  | Godoy Cruz              | 46  | 38 | 12 | 10 | 16 | 53 | 57 | −4  |                                                        |
| 19  | Platense                | 45  | 38 | 11 | 12 | 15 | 48 | 55 | −7  |                                                        |
| 20  | Aldosivi                | 44  | 38 | 13 | 5  | 20 | 44 | 53 | −9  |                                                        |
| 21  | Central Córdoba (SdE)   | 43  | 38 | 10 | 13 | 15 | 44 | 53 | −9  |                                                        |
| 22  | Atlético Tucumán        | 40  | 38 | 10 | 10 | 18 | 46 | 66 | −20 |                                                        |
| 23  | Newell's Old Boys       | 39  | 38 | 9  | 12 | 17 | 38 | 53 | −15 |                                                        |
| 24  | Patronato               | 37  | 38 | 9  | 10 | 19 | 35 | 52 | −17 |                                                        |
| 25  | Sarmiento (J)           | 36  | 38 | 8  | 12 | 18 | 33 | 52 | −19 |                                                        |
| 26  | Arsenal                 | 33  | 38 | 7  | 12 | 19 | 19 | 57 | −38 |                                                        |

1. ↑  Colón classificado por  Copa Libertadores da América de 2022 por vencer a Copa de la Liga Profissional de 2021.
2. ↑  Banfield classificado para a Copa Sul-Americana de 2022 por vencer a Copa da Liga Profissional de Futebol de 2020 play-off Repescagem para a Copa Sul-Americana de 2022.

## Premiação
| Campeonato Argentino de 2021 Liga Profesional de Fútbol |
| ------------------------------------------------------- |
| River Plate Campeão (37º título)                        |